# Endomychus plagiatus
Endomychus plagiatus is een keversoort uit de familie zwamkevers (Endomychidae). De wetenschappelijke naam van de soort werd in 1887 gepubliceerd door George Lewis.